# 莱克伍德 (加利福尼亚州)
莱克伍德（英語：Lakewood），是美国加利福尼亚州洛杉矶县下属的一座城市。建市于1954年4月16日，面积大约为9.41平方英里（24.4平方公里）。根据2010年美国人口普查，该市有人口80,048人。